# Hermann Sendelbach
Hermann Sendelbach (* 8. April 1894 im Weiler Erlenbach; † 12. Juni 1971 in Schliersee) war ein fränkischer Dichter.

## Leben

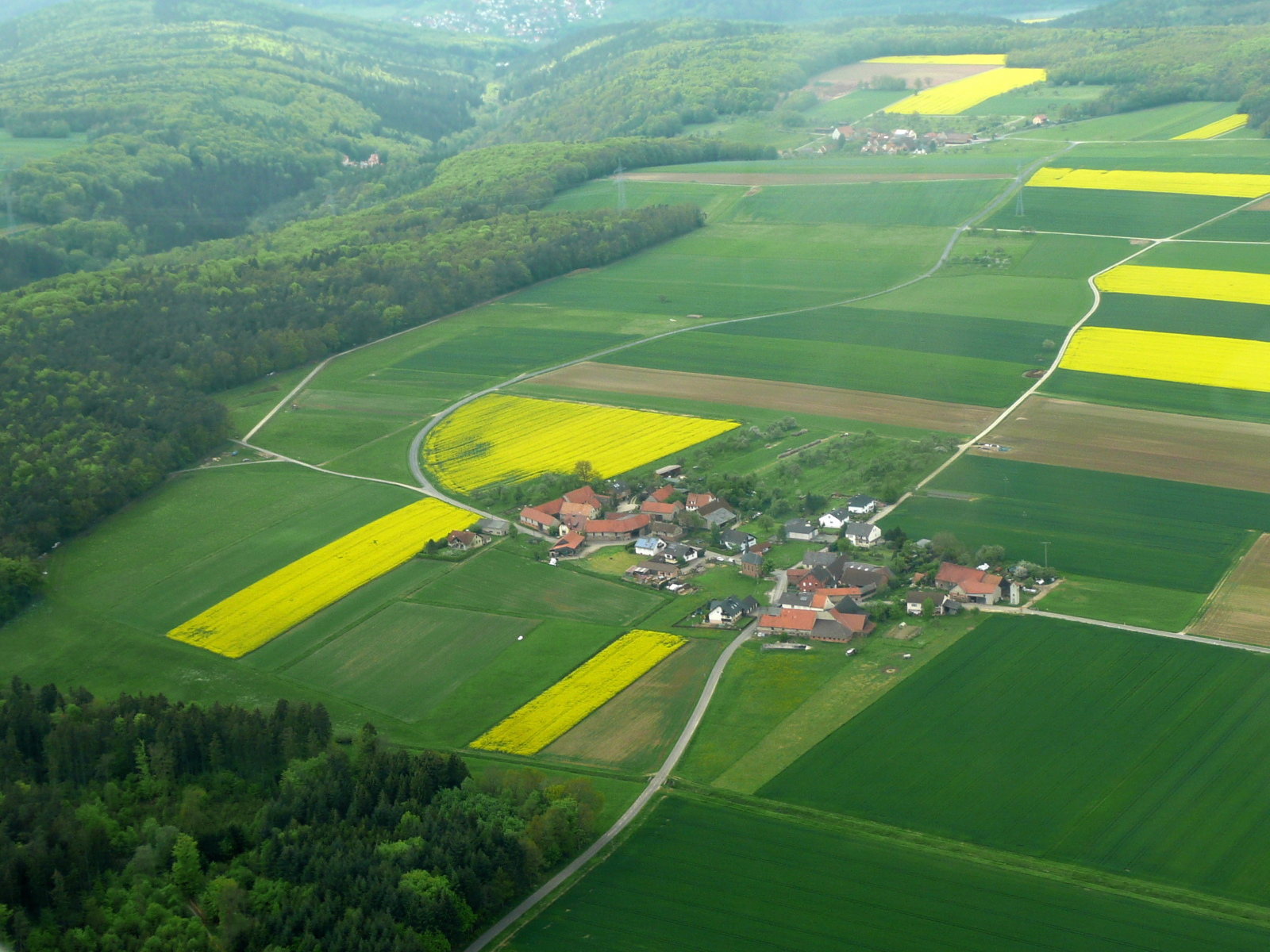
Luftbild vom Weiler Erlenbach (Karlstadt). Im Hintergrund Rettersbach und Mariabuchen

Hermann Sendelbach wurde als erstes Kind der Bauerseheleute Otto und Christine Sendelbach am 8. April 1894 in dem zur damals selbständigen Gemeinde Wiesenfeld (heute Teil der Stadt Karlstadt) gehörenden und auf der fränkischen Platte gelegenen Weiler Erlenbach geboren und wuchs bis zu seinem 13. Lebensjahr dort auf dem Hof seiner Eltern auf. Hier besuchte er die kleine Schule und konnte zusammen mit seiner sieben Jahre jüngeren Schwester Anna eine glückliche Kindheit verleben.
Der Tod seiner an Lungentuberkulose erkrankten Mutter am 13. Januar 1907 beendete diesen unbeschwerten ersten Lebensabschnitt Sendelbachs. Am 1. Mai 1907 zog er zu seiner Tante nach Reuchelheim (heute Teil der Stadt Arnstein) im Werntal und besuchte in Arnstein die dortige Präparandenschule. Hier kam er zu ersten Male mit Werken der Literatur in Berührung, die ihn nachhaltig beeindruckten und für die Zukunft beeinflussten.
1910 trat Sendelbach in das Lehrerseminar Würzburg ein und wurde nach seinem ersten Staatsexamen als Aushilfslehrer in Hausen (heute Landkreis Würzburg) und Duttenbrunn (heute Ortsteil des Marktes Zellingen) eingesetzt. Eine feste Anstellung erhielt er 1914 in Pflaumheim bei Aschaffenburg und im September des gleichen Jahres in Aschaffenburg selbst.
Am 25. November 1914 wurde Sendelbach zum Kriegsdienst zum Bayerischen Reserve-Infanterieregiment 5 eingezogen und bis Ende des Krieges an der Westfront eingesetzt und mehrmals verwundet. Schon zu dieser Zeit entstanden seine ersten Gedichte.
Als Leutnant der Reserve im Dezember 1918 entlassen, trat Sendelbach im Januar 1919 wieder eine Lehrerstelle in Aschaffenburg-Damm an und legte sein zweites Staatsexamen in Würzburg ab. 
Sendelbach veröffentlichte im Verlag der "Volkszeitung" in Aschaffenburg seine Schrift "Vergesst es nicht!", in dem er seine Erlebnisse im Ersten Weltkrieg schildert.
Zwei Jahre studierte er noch in Jena, Würzburg und München, dann musste er das weitere Studium durch den inflationsbedingten Geldmangel abbrechen. Nach einer kurzen Beschäftigung als Lehrer in Schweinheim bei Aschaffenburg tauschte er die Stelle mit einem Lehrerkollegen und zog nach München, wo er fortan an der Volksschule in der Kirchenstraße tätig war. 
Am 27. Februar 1923 heiratet er Johanna Wiesengrund, eine Verwandte von Theodor W. Adorno. In München fand er einen Kreis von literarisch interessierten Lehrerkollegen. Bereits im Krieg hatte er den Schriftsteller Georg Britting kennengelernt, mit dem ihn eine lebenslange Freundschaft verband. Neben der Mitwirkung an einer nur kurzzeitig erschienenen Zeitschrift „Das Gegenspiel“ im Jahre 1925, erschien 1928 sein erster Gedichtband „Aufgesang“. Weitere Gedichtveröffentlichungen in Buchform und in Zeitungen und Zeitschriften fanden wohlwollende Anerkennung von so prominenten Schriftstellerkollegen wie Thomas Mann und Hermann Hesse.
In den Jahren 1932 bis 1937 unternahm er mehrere Auslandsreisen, die ihn nach Frankreich, Italien und Ungarn führten.
Obwohl seine Frau als „Halbjüdin“ nicht direkt von den Nürnberger Gesetzen betroffen war, begann mit dem Dritten Reich für das Ehepaar Sendelbach eine Zeit der Sorgen und der Furcht. Schließlich war nicht abzusehen, ob  durch eine Verschärfung der nationalsozialistischen Rassengesetze nicht auch „Halbjuden“ in die „Endlösung“ mit einbezogen werden würden.
Nach einem Wechsel an die Volksschule in der Versailler Straße wirkte Sendelbach ab dem 23. August 1943 in einem Lager der Kinderlandverschickung in Kolbermoor und ab Januar 1945 in einem entsprechenden Lager in Endorf.
Als politisch Unbelasteter konnte Sendelbach sofort nach Kriegsende wieder seine alte Lehrerstelle antreten. Erst 1953 erschien ein weiterer Gedichtband von ihm. 1959 trat er in den Ruhestand. Am 12. Juni 1971 verstarb Sendelbach völlig unerwartet während eines Urlaubsaufenthaltes in Schliersee. Mit seiner drei Jahre später gestorbenen Frau ist er auf dem Münchner Ostfriedhof beerdigt.
Das schriftstellerische Werk Sendelbachs besteht in erster Linie aus einer von seiner fränkischen Heimat und seinen Kindheitserinnerungen bestimmten Lyrik. Kleinere Prosastücke fanden bereits in den zwanziger Jahren Eingang in die Lesebücher für bayerische Volksschulen. Heute werden seine Werke bis auf einen 1976 erschienenen Auswahlband nicht mehr aufgelegt, die meisten sind allerdings antiquarisch problemlos zu bekommen.

## Werke
- Vergesst es nicht! 1919
- Aufgesang, 1928
- Ein Weg, 1929
- Vertrauensruf, 1933
- Erdgeschwister, 1953
- Unermeßlicher Augenblick, 1956
- Saat und Ernte – Tag und Nacht. Ein Bauernjahr, 1959
- Vom freudigen Vertrauen, 1966
- Johannes XXIII. Ein epischer Versuch, 1973
- Kind zwischen Wäldern (Auswahl), 1976

## Einzelnachweis
1. ↑  https://www.booklooker.de/B%C3%BCcher/Angebote/autor=Hermann+Sendelbach?sortOrder=preis_total

| Personendaten    | Personendaten         |
| ---------------- | --------------------- |
| NAME             | Sendelbach, Hermann   |
| KURZBESCHREIBUNG | fränkischer Dichter   |
| GEBURTSDATUM     | 8. April 1894         |
| GEBURTSORT       | Weiler Erlenbach      |
| STERBEDATUM      | 12. Juni 1971         |
| STERBEORT        | Schliersee (Gemeinde) |